# Dufouriini
Dufouriini (лат.) — триба двукрылых семейства тахин подсемейства Dexiinae.

## Описание
Мухи длиной тела 3-5 мм. Глаза голые, у самцов они сближены или соприкасаются, у самок широко расставлены. На переднеспинке за швом имеется обычно две интраалярные щетинки. У самок пятый стернит брюшка в середине без мембранозной пластинки.

## Образ жизни
Личинки — паразиты жесткокрылых, главным образом из семейств долгоносиков и листоедов. Самки иногда вводят яйца через рот личинок на начальных стадиях их развития (Rondania) или откладывают их на листья растений, которыми питаются хозяева (Oestrophasia).

## Классификация
Долгое время триба Dufouriini рассматривалась в составе подсемейства Phasiinae. В 1960-х годах бельгийский диптеролог Ян Вербеке повысил статус трибы до отдельного подсемейства. В 1980-х годах немецкие энтомологи Бенно Хертинг и Ханс-Петер Чорсинг обосновали положение таксона в статусе трибы в подсемействе Dexiinae. По состоянию на 2022 год триба объединяет 51 вид в 13 родах.
- Chetoptilia Rondani, 1862
- Comyops Wulp, 1891
- Comyopsis Townsend, 1919
- Dufouria Robineau-Desvoidy, 1830
- Ebenia Macquart, 1846
- Eugymnopeza Townsend, 1933
- Euoestrophasia Townsend, 1892
- Jamacaria Curran, 1928
- Mesnilana Emden, 1945
- Microsoma Macquart 1855
- Oestrophasia Brauer and Bergenstamm, 1889
- Pandelleia Villeneuve, 1907
- Rhinophoroides Barraclough, 2005
- Rondania Robineau-Desvoidy, 1850

## Распространение
Имеет почти космополитное распространение, отсутствует только в Океании. Наибольшим видовым богатством характеризуются в Афротропике и Неотропике.